# 金子誠一
金子 誠一（かねこ せいいち、1964年7月23日 - ）は、宮城県仙台市青葉区出身の元プロ野球選手（外野手）、実業家。現在は、保険代理店・株式会社FPスタジアム代表取締役社長。

## 来歴・人物
東北高では、1982年にエース兼中心打者として甲子園に春・夏と連続出場を果たす。春の選抜では1回戦でPL学園高の榎田健一郎と投げ合うが敗退。夏の選手権も、1回戦で熊本工業高の奥村高次、野村裕二のバッテリーに抑えられ惜敗した。2年下のチームメートに控え外野手の中根仁がいた。
高校卒業後は、法政大学に進学し、東京六大学野球リーグでは在学中4回の優勝を経験。当初は投手だったが、1学年上の西川佳明や同期の猪俣隆、石井丈裕ら好投手が多く登板機会には恵まれなかった。3年次の1985年秋季リーグから外野手に転向するが、4年次の1986年春季リーグ直前にぎっくり腰となり、その後の野球人生に影を落とす。しかしこの春季リーグでレギュラーに定着、四番打者としても起用された。リーグ通算28試合出場、95打数28安打、打率.295、2本塁打、18打点。他の大学同期に捕手の高田誠がいた。
大学卒業後は、社会人野球の本田技研に進み、都市対抗に2年連続出場。1988年の都市対抗では、NTT東北との1回戦で足利豊（新日本製鐵釜石から補強）から本塁打を放ち、その長打力を注目される。
1988年のプロ野球ドラフト会議で阪神タイガースから3位指名を受け入団。「和製カンセコ」と呼ばれ、長距離打者として期待される。
1年目の1989年から一軍に定着し、主に右翼手として23試合に先発出場。翌1990年も30試合に先発するが打撃面で伸び悩む。その後は右の代打として起用されるが、1993年には序盤に新庄剛志が故障欠場したこともあり、30試合に先発している。その後は出場機会が減り、1995年限りで現役引退。強肩俊足であり、191センチと大柄な体に似合わず守備には定評があった。しかし学生時代からの腰痛が慢性化し、レギュラー獲得までには至らなかった。
引退後はソニー生命保険（同社は市川和正、大門和彦といった元プロ野球選手が在籍していた）に入社し保険の営業マンに転身した後、2008年に独立し、生命保険・損害保険代理店である株式会社FPスタジアムを設立し代表取締役社長を務めている。

## 詳細情報

### 年度別打撃成績
| 年 度     | 球 団     | 試 合 | 打 席 | 打 数 | 得 点 | 安 打 | 二 塁 打 | 三 塁 打 | 本 塁 打 | 塁 打 | 打 点 | 盗 塁 | 盗 塁 死 | 犠 打 | 犠 飛 | 四 球 | 敬 遠 | 死 球 | 三 振 | 併 殺 打 | 打 率 | 出 塁 率 | 長 打 率 | O P S |
| --------- | --------- | ----- | ----- | ----- | ----- | ----- | -------- | -------- | -------- | ----- | ----- | ----- | -------- | ----- | ----- | ----- | ----- | ----- | ----- | -------- | ----- | -------- | -------- | ----- |
| 1989      | 阪神      | 81    | 132   | 120   | 15    | 25    | 4        | 2        | 4        | 45    | 12    | 2     | 1        | 0     | 0     | 11    | 0     | 1     | 37    | 0        | .208  | .280     | .375     | .655  |
| 1990      | 阪神      | 87    | 142   | 130   | 22    | 31    | 6        | 2        | 2        | 47    | 10    | 7     | 1        | 0     | 0     | 12    | 0     | 0     | 41    | 1        | .238  | .303     | .362     | .664  |
| 1991      | 阪神      | 13    | 14    | 12    | 2     | 2     | 0        | 0        | 0        | 2     | 0     | 0     | 0        | 0     | 0     | 2     | 0     | 0     | 5     | 0        | .167  | .286     | .167     | .452  |
| 1992      | 阪神      | 12    | 8     | 6     | 3     | 1     | 0        | 0        | 0        | 1     | 0     | 0     | 0        | 0     | 0     | 1     | 0     | 1     | 3     | 0        | .167  | .375     | .167     | .542  |
| 1993      | 阪神      | 101   | 156   | 145   | 17    | 35    | 5        | 1        | 5        | 57    | 16    | 2     | 4        | 1     | 0     | 10    | 0     | 0     | 36    | 1        | .241  | .290     | .393     | .683  |
| 1994      | 阪神      | 12    | 13    | 13    | 0     | 4     | 1        | 0        | 0        | 5     | 0     | 0     | 0        | 0     | 0     | 0     | 0     | 0     | 2     | 1        | .308  | .308     | .385     | .692  |
| 1995      | 阪神      | 18    | 32    | 31    | 1     | 5     | 1        | 0        | 0        | 6     | 2     | 0     | 0        | 0     | 0     | 1     | 0     | 0     | 5     | 1        | .161  | .188     | .194     | .381  |
| 通算：7年 | 通算：7年 | 324   | 497   | 457   | 60    | 103   | 17       | 5        | 11       | 163   | 40    | 11    | 6        | 1     | 0     | 37    | 0     | 2     | 129   | 4        | .225  | .286     | .357     | .643  |

### 記録
- 初出場：1989年4月26日、対中日ドラゴンズ3回戦（ナゴヤ球場）、8回表に木戸克彦の代打として出場
- 初打席：同上、8回表に西本聖の前に三振
- 初先発出場：1989年4月29日、対広島東洋カープ4回戦（阪神甲子園球場）、7番・右翼手として先発出場
- 初安打・初打点：1989年4月30日、対広島東洋カープ5回戦（阪神甲子園球場）、8回裏に川端順から2点適時二塁打
- 初本塁打：1989年5月21日、対横浜大洋ホエールズ6回戦（阪神甲子園球場）、8回裏に遠藤一彦からソロ

### 背番号
- 33 （1989年 - 1995年）